# Lachnum microsporum
Lachnum microsporum är en svampart som tillhör divisionen sporsäcksvampar, och som beskrevs av Josef Velenovský. Lachnum microsporum ingår i släktet Lachnum, och familjen Hyaloscyphaceae. Arten är reproducerande i Sverige.